# Büsching (månekrater)
Büsching er et nedslagskrater på Månen. Det befinder sig i det forrevne sydlige højland på Månens forside og er opkaldt efter den tyske geograf Anton Friedrich Büsching (1724 – 1793).
Navnet blev officielt tildelt af den Internationale Astronomiske Union (IAU) i 1935. 
Observation af krateret rapporteredes første gang i 1834 af Johann Heinrich von Mädler. 

## Omgivelser
Bürschingkrateret har Buchkrateret, som er af samme størrelse, liggende tæt ved sin sydvestlige rand, og længere mod sydvest ligger Maurolycuskrateret. 

## Karakteristika
Krateret er eroderet efter en lang historie af senere nedslag, så randen er nedslidt og kanten afrundet. Der ligger adskillige småkratere langs kanterne, og der er et lille krater på kraterbunden nær den øst-sydøstlige rand. Bunden er i øvrigt noget irregulær og har ingen central top i midten.

## Satellitkratere
De kratere, som kaldes satellitter, er små kratere beliggende i eller nær hovedkrateret. Deres dannelse er sædvanligvis sket uafhængigt af dette, men de får samme navn som hovedkrateret med tilføjelse af et stort bogstav. På kort over Månen er det en konvention at identificere dem ved at placere dette bogstav på den side af satellitkraterets midte, som ligger nærmest hovedkrateret. Büschingkrateret har følgende satellitkratere:
| Büsching | Længde  | Bredde  | Diameter |
| -------- | ------- | ------- | -------- |
| A        | 38,3° S | 20,4° Ø | 6 km     |
| B        | 39,0° S | 22,8° Ø | 17 km    |
| C        | 37,2° S | 19,6° Ø | 7 km     |
| D        | 38,6° S | 22,0° Ø | 33 km    |
| E        | 36,6° S | 18,4° Ø | 15 km    |
| F        | 39,0° S | 21,0° Ø | 6 km     |
| G        | 39,5° S | 21,6° Ø | 8 km     |
| H        | 37,4° S | 21,1° Ø | 5 km     |
| J        | 39,5° S | 22,2° Ø | 7 km     |
| K        | 37,9° S | 18,7° Ø | 5 km     |

## Måneatlas
- Billeder af Büschingkrateret i LPI-måneatlasset